# Баллада о Кэйбле Хоге
«Баллада о Кэйбле Хоге» (англ. The Ballad of Cable Hogue) — вестерн Сэма Пекинпы. Премьера состоялась 13 мая 1970 года.

## Сюжет
Золотоискатель Кэйбл Хог брошен в аризонской пустыне двумя своими напарниками, Тэггартом и Боуэном. Его ждёт верная смерть. Через четыре дня, на пороге гибели, он неожиданно набредает на источник воды, единственный на пути между двумя городами. Хог решает поселиться на этом месте и открыть своё дело. Его первый посетитель, преподобный Джошуа Дункан Слоун, становится его напарником; оазис получает название Кэйбл-Спрингс. Наведываясь в город, Хог проводит время с местной проституткой Хильди; постепенно у них развиваются романтические отношения. Но однажды на Кэйбл-Спрингс заезжают Тэггарт и Боуэн…

## В ролях
- Джейсон Робардс — Кэйбл Хог
- Стелла Стивенс — Хильди
- Дэвид Уорнер — Джошуа
- Строзер Мартин — Боуэн
- Л. К. Джонс — Тэггарт
- Слим Пикенс — Бен Фэйрчайлд
- Питер Уитни — Кушинг
- Р. Г. Армстронг — Куиттнер
- Джин Эванс — Клит

## История создания
Пекинпа приступил к съёмкам фильма почти сразу же по завершении «Дикой банды». Съёмки осложнялись плохой погодой (натурные эпизоды снимались в пустыне Невады) и возобновившимся алкоголизмом Пекинпы, бесцеремонно уволившего 36 членов съёмочной группы. Когда погода становилась невозможной для съёмок, вся группа отправлялась в местный бар, потратив в целом $70,000. Съёмочный период был превышен на 19 дней, а бюджет — на 3 млн долларов, что привело к разрыву Warner Bros. с Пекинпой. Как показало время, это был серьёзный удар по его карьере: в то время на студии разрабатывались такие успешные проекты, как «Избавление» и «Иеремия Джонсон», и Пекинпа был основным кандидатом на постановку обоих фильмов. Пекинпа был вынужден уехать в Англию для работы над одним из самых мрачных его фильмов — «Соломенные псы».

## Признание
Провалившийся в год выхода в американском прокате, в недавнее время фильм был переоценён. По мнению критиков, «Баллада о Кэйбле Хоге» служит доказательством тому, что Пекинпа был способен снять нетрадиционный и оригинальный фильм, не прибегая к изображению крайней жестокости. Сам Пекинпа нередко называл «Балладу» в числе своих любимых работ.
Как и другие вестерны Пекинпы («Скачи по высокогорью», «Дикая банда», «Пэт Гэрретт и Билли Кид»), «Балладу о Кэйбле Хоге» относят к категории фильмов о «смерти Запада», показывающих переход к современной цивилизации.